# Winfried Winofsky
Winfried Winofsky (* 1. April 1957) ist ein ehemaliger deutsch-kanadischer Eishockeyspieler, der unter anderem für den ERC Freiburg und ECD Iserlohn in der Bundesliga aktiv war.

## Karriere
Winfried Winofsky, dessen Eltern im Jahr 1954 nach Quesnel ausgewandert waren, war als Nachwuchsspieler zunächst bei den Bellingham Blazers in der British Columbia Hockey League (BCHL) und den Saskatoon Olympics in der Saskatchewan Junior Hockey League aktiv, bevor ihm gegen Ende der Saison 1974/75 der Sprung in die Western Canada Hockey League (WCHL), die höchstklassige Nachwuchsliga, gelang.
An 1978 spielte Winofsky in Deutschland, wo er für acht Vereine aufs Eis ging. Seine ersten Stationen waren für jeweils eine Spielzeit die Zweitligisten TSV Straubing, RSC Bremerhaven, Deggendorfer SC und Duisburger SC, mit dem er im Jahr 1982 Vizemeister der 2. Bundesliga wurde. Mit dem ERC Freiburg gelang ihm in der Saison 1982/83 als Zweitliga-Meister der Aufstieg in die Bundesliga, zu dem er als zweiterfolgreichster Torschütze der Mannschaft nach Murray Heatley 36 Treffer beitrug. Nach einem Jahr für Freiburg in der Bundesliga wechselte der Stürmer im Jahr 1984 zurück in die zweite Liga zum EC Bad Nauheim. Dort bildete er mit Bill Lochead das gefährlichste Angriffsduo der Mannschaft.
Während der Saison 1985/86 wurde Winofsky vom Bundesligisten ECD Iserlohn verpflichtet, mit dem er bis ins Halbfinale der Playoffs einzog. Ab 1986 spielte er dann für zunächst eine Spielzeit beim SV Bayreuth in der 2. Bundesliga, bei dem er nochmals eine Torquote von fast einem Treffer pro Spiel erzielte. Wegen Verletzungsproblemen beendete er anschließend seine Karriere und wurde Nachwuchstrainer in Bamberg, in der Saison 1987/88 aber bereits im Oktober angesichts der dünnen Spielerdecke reaktiviert. Er absolvierte 18 Partien, ehe er das Spielen endgültig aufgab. In seinem letzten Spiel erzielte er vier Sekunden vor Schluss den 5:4-Siegtreffer für Bayreuth gegen den EV Stuttgart.

## Erfolge und Auszeichnungen
- 1983 Meister der 2. Bundesliga und Aufstieg in die Bundesliga mit dem ERC Freiburg

## Karrierestatistik
(Legende zur Spielerstatistik: Sp oder GP = absolvierte Spiele; T oder G = erzielte Tore; V oder A = erzielte Assists; Pkt oder Pts = erzielte Scorerpunkte; SM oder PIM = erhaltene Strafminuten; +/− = Plus/Minus-Bilanz; PP = erzielte Überzahltore; SH = erzielte Unterzahltore; GW = erzielte Siegtore; 1 Play-downs/Relegation; Kursiv: Statistik nicht vollständig)